# الخاوة (مسلسل جزائري)
الخاوة مسلسل جزائري من إنتاج نوت فوند برود وولكوم أدفرتايزينغ، وإخراج مديح بالعيد. عرض من 27 ماي إلى 23 جوان 2017 على قناة الجزائرية وان.

## القصة
المسلسل يحكي قصة عائلة الإخوة مصطفاوي والمشاكل العائلية والمادية التي تحدث لهم بسبب سر مدفون منذ أكثر من 20 سنة، والذي انكشف بعد وفاة الأب رجل الأعمال الغني والمشهور الذي ترك ورائه ميراث كبير داخل وخارج البلاد.

## فريق التمثيل

### بطولة
| الممثل/الممثلة   | الدور                  | تفاصيل                                    | ملاحظات                                                            |
| ---------------- | ---------------------- | ----------------------------------------- | ------------------------------------------------------------------ |
| حسان كشاش        | حسان مصطفاوي           | أخ كريم مصطفاوي                           | صاحب مخبر “Alger Labo" بعد وفاة اخيه كريم                          |
| جمال غوتي        | كريم مصطفاوي           | أخ حسان مصطفاوي                           | صاحب مخبر “Alger Labo”                                             |
| فيزية تيغورتي    | جازية مصطفاوي          | زوجة كريم مصطفاوي                         | أم لـ3 فتيات                                                       |
| زهرة حريكات      | ياسمين مصطفاوي         | البنت الكبرى لكريم مصطفاوي وجازية مصطفاوي | صاحبة شركة سياحة وسفر                                              |
| شيرين بوتلة      | أمينة مصطفاوي          | البنت الوسطى لكريم مصطفاوي وجازية مصطفاوي | صاحبة مخبر “Amina Labo”                                            |
| منال جعفر        | منال مصطفاوي           | البنت الصغرى لكريم مصطفاوي وجازية مصطفاوي | طالبة جامعية والبنت الاصغر التي عاشت في أوروبا فترة طويلة          |
| فريدة عوكة       | فرونسواز كيناز (فريدة) | والدة سارة مصطفاوي                        | فرنسية من اصل اسباني لا تملك عائلة ماعدا ابنتها سارة               |
| شهرزاد كراشني    | سارة كيناز/مصطفاوي     | ابنة فرونسواز كيناز (فريدة)               | الابنة الوحيدة لفرونسواز وأحد افراد عائلة مصطفاوي المجهولة         |
| أمين ميموني      | خالد مصطفاوي           | خطيب ياسمين مصطفاوي                       | مدمن مخدرات في السر                                                |
| خالد بن عيسى     | رحيم                   | موثق حسان مصطفاوي                         | صديق حسان المقرب ويده اليمنى                                       |
| عبدالحق بن معروب | عثمان                  | صديق مقرب لعائلة "مصطفاوي"                | مسير وأحد أعضاء مجلس إدارة Alger Labo                              |
| عبدالنور شلوش    | عبد الله               | محامي عائلة مصطفاوي                       | صديق قديم لفرونسواز كيناز                                          |
| محمد خساني       | طارق                   | مدمن مخدرات                               | احد اصدقاء منال مصطفاوي الذي يجرها لطريق المخدرات والانحراف        |
| مالك يعقوب       | مروان                  | حبيب سارة مصطفاوي                         | صديق مقرب لأمينة مصطفاوي منذ ايام الجامعة واحد مسيرين "Amina Labo” |
| أحمد مداح        | سمير                   | إبن أخ الخادمة فاطمة وطليق ابنتها جميلة   | شاب فقير يملك ولدين ومدمن مخدرات وهو أحد رجال حسان                 |
| شافية بودريو     | فطيمة                  | خادمة في بيت مصطفاوي                      | والدة جميلة وعمة سمير التي تعمل بجد من أجل اطعام اولاد ابنتها      |
| موني بوعلام      | جميلة                  | ابنة الخادمة فطيمة وزوجة سمير             | أم فقيرة لولدان مريضان                                             |
| عمار سنيقري      | عبدو                   | خطيب ياسمين السابق                        | مساعد ياسمين في شركتها السياحية                                    |
| فؤاد زاهد        | عمار                   | محامي حسان مصطفاوي                        | صديق مقرب لحسان مصطفاوي                                            |
| مراد يكور        | حمزة                   | أخ جازية مصطفاوي                          |                                                                    |
| عايدة عبابسة     | ربيعة                  | والدة خالد مصطفاوي                        | صديقة مقربة لجازية مصطفاوي                                         |

### ضيوف شرف
| الممثل/الممثلة | الدور              | تفاصيل                        | ملاحظات                        |
| -------------- | ------------------ | ----------------------------- | ------------------------------ |
| احمد بن عيسى   | عبد القادر مصطفاوي | والد كل من حسان وكريم مصطفاوي | صاحب ثروة مصطفاوي              |
| عايدة قشود     | خداوج              | والدة كريم                    | زوجة عبد القادر التي تكره حسان |

### تمثيل
- حميد عميروش
- محمد ناصف
- عزيز بوكورني
- محمد فريمهدي
- عبد الحق سراج
- فايزة لوعيل
- سعدية سهى أولها
- أدم بن سالم
- محمد أمين رزق الله
- مريم عمير
- زاهر بوزرور
- نصر الدين جودي
- صبرينة خلية

## بطاقة تقنية
- سيناريو: سارة برتيمة
- شارك في كتابة السيناريو: درة الفازع، مديح بالعيد
- سكريبت: امنة الصامت
- مساعد مخرج أول: فؤاد الطريفي
- كاستينغ: نسيمة أمينة حناشي
- ديكور: أمال الرزقي
- مدير التصوير: حسان العمري
- كاميرا: دالي دجر، أبو ياسمين بن يوسف، رمزي الدالي

## المواسم
| البلد   | الموسم | الموسم | عدد الحلقات | اللغة        | القناة        | التوقيت       | البث الأصلي  | البث الأصلي   |
| البلد   | الموسم | الموسم | عدد الحلقات | اللغة        | القناة        | التوقيت       | أول عرض      | اخر عرض       |
| ------- | ------ | ------ | ----------- | ------------ | ------------- | ------------- | ------------ | ------------- |
| الجزائر |        | 1      | 28          | لهجة جزائرية | الجزائرية وان | 22:00 (GMT+1) | 27 مايو 2017 | 23 يونيو 2017 |

## روابط خارجية
- الخاوة على موقع قاعدة بيانات الأفلام العربية